# スクリーム賞
『スパイクテレビ・スクリーム賞』は、ホラー・SF・ファンタジー映画に贈られる賞である。授賞式はグラインドハウスの出演者のローズ・マッゴーワン、マーリー・シェルトン、およびロザリオ・ドーソンによって主催された。最初は2006年10月10日、2回目は2007年10月19日に、ともにロサンゼルスで開催された。ショウはエグゼクティブプロデューサーのマイケル・レビット、シンディ・レビット、およびケーシーパターソンによって作られた。

## 2006年

### 最優秀作品賞
- バットマン ビギンズ
- デビルズ・リジェクト マーダー・ライド・ショー2
- ヒルズ・ハブ・アイズ
- LOST
- スーパーマン リターンズ

### 最優秀ホラー映画賞
- デビルズ・リジェクト マーダー・ライド・ショー2
- ランド・オブ・ザ・デッド
- High Tension
- ヒルズ・ハブ・アイズ
- ホステル

### 最優秀ファンタジー映画賞
- パイレーツ・オブ・カリビアン/デッドマンズ・チェスト
- バットマン ビギンズ
- ハリー・ポッターと炎のゴブレット
- キング・コング
- スーパーマン リターンズ
- ティム・バートンのコープスブライド

### 最優秀SF映画賞
- Vフォー・ヴェンデッタ
- イーオン・フラックス
- スキャナー・ダークリー
- セレニティー
- 宇宙戦争

### 最優秀テレビ番組賞
- GALACTICA/ギャラクティカ
- ドクター・フー
- LOST
- マスターズ・オブ・ホラー
- ヤング・スーパーマン

### 最優秀続編賞
- パイレーツ・オブ・カリビアン/デッドマンズ・チェスト
- バットマン ビギンズ
- ヒルズ・ハブ・アイズ
- ソウ2
- スーパーマン リターンズ

### 最優秀リメイク賞
- キング・コング
- チャーリーとチョコレート工場
- ヒルズ・ハブ・アイズ
- オーメン
- 宇宙戦争

### 最優秀スーパーヒーロー賞
- ブランドン・ラウス/スーパーマン - スーパーマン リターンズ
- クリスチャン・ベール/バットマン - バットマン ビギンズ
- クリス・エヴァンス/ヒューマントーチ - ファンタスティック・フォー ［超能力ユニット］
- ヒュー・ジャックマン/ウルヴァリン - X-MEN:ファイナル ディシジョン
- ファムケ・ヤンセン/フェニックス - X-MEN:ファイナル ディシジョン

### 最優秀漫画原作映画賞
- X-MEN:ファイナル ディシジョン
- バットマン ビギンズ
- ヒストリー・オブ・バイオレンス
- スーパーマン リターンズ
- Vフォー・ヴェンデッタ

### 最優秀切断シーン賞
- 眼球を取り出す - ホステル
- 生きながらに喰われる - ランド・オブ・ザ・デッド
- 注射器で刺される - ソウ2
- 散弾銃で自殺 - ヒルズ・ハブ・アイズ
- 異星人に人間が蒸発させられる - 宇宙戦争

### 最優秀ヒロイック・パフォーマンス賞
- ジョニーデップ/ジャック・スパロウ - パイレーツ・オブ・カリビアン/デッドマンズ・チェスト
- クリスチャン・ベール/バットマン - バットマン ビギンズ
- ヴィゴ・モーテンセン/トム・ストール - ヒストリー・オブ・バイオレンス
- エドワード・ジェームズ・オルモス/コマンダー・ウィリアム・アダマ - GALACTICA/ギャラクティカ
- ヒューゴ・ウィーヴィング/V - Vフォー・ヴェンデッタ

### スクリーム・クイーン賞
- ケイト・ベッキンセイル/セリーン - アンダーワールド: エボリューション
- アーシア・アルジェント/スラック - ランド・オブ・ザ・デッド
- エヴァンジェリン・リリー/ケイト・オースティン - LOST
- ナタリー・ポートマン/イヴィー・ハモンド - Vフォー・ヴェンデッタ
- ナオミ・ワッツ/アン・ドロウ - キング・コング

### 最優秀悪役賞
- レスリー・イースターブルック、シド・ヘイグ、ビル・モーズリイ、シェリ・ムーン・ゾンビ/ファイアフライ一家 - デビルズ・リジェクト マーダー・ライド・ショー2
- トビン・ベル/ジグソウ - ソウ2
- サー・イアン・マッケラン/マグニートー - X-MEN:ファイナル ディシジョン
- キリアン・マーフィー/スケアクロウ - バットマン ビギンズ
- フィリップ・ナオン/殺人鬼 - ハイテンション

### 最優秀ブレークアウト・パフォーマンス賞
- ジェニファー・カーペンター/エミリー・ローズ - エミリー・ローズ
- アドウェール・アキノエ＝アグバエ/Mr. Eko - LOST
- トリシア・エルファー/ナンバー6 - GALACTICA/ギャラクティカ
- ブランドン・ラウス/スーパーマン - スーパーマン リターンズ
- Katee Sackhoff/Kara Thrace|Starbuck - GALACTICA/ギャラクティカ

### The "Holy Sh!t"/"Jump-From-Your-Seat" Award
- 眼球を取り出す - ホステル
- 異星人が地球に襲来 - 宇宙戦争
- ダイナーの戦闘 - ヒストリー・オブ・バイオレンス
- スペースシャトル・ボーイング777を救出 - スーパーマン リターンズ
- 列車のシーン - バットマン ビギンズ

### Best Rack on the Rack
- Vampirella
- Emma Frost
- Lady Death
- Power Girl
- Wonder Woman

### その他
- The Comic-Con Icon Award：フランク・ミラー
- The Mastermind Award：ロバート・ロドリゲス、クエンティン・タランティーノ
- The Scream Rock Immortal Award：オジー・オズボーン
- ロックグループのコーン、マイ・ケミカル・ロマンス、およびアヴェンジド・セヴンフォールドがパフォーマンスをした。

## 2007年

### 最優秀作品賞
- 28週後
- 300 〈スリーハンドレッド〉
- GALACTICA/ギャラクティカ
- ディセント
- ハリー・ポッターと不死鳥の騎士団
- HEROES
- パンズ・ラビリンス
- パイレーツ・オブ・カリビアン/ワールド・エンド
- スパイダーマン3
- トランスフォーマー

### 最優秀ホラー映画賞
- 28週後
- 1408号室
- ディセント
- グラインドハウス
- グエムル-漢江の怪物-
- ホステル2

### 最優秀ファンタジー映画賞
- ハリー・ポッターと不死鳥の騎士団
- パンズ・ラビリンス
- パイレーツ・オブ・カリビアン/ワールド・エンド
- スパイダーマン3
- スターダスト

### 最優秀SF映画賞
- トゥモロー・ワールド
- ファウンテン 永遠につづく愛
- プレステージ
- サンシャイン 2057
- トランスフォーマー

### 最優秀テレビ番組賞
- GALACTICA/ギャラクティカ
- ドクター・フー
- HEROES
- LOST
- マスターズ・オブ・ホラー

### 最優秀続編賞
- 28週後
- ハリー・ポッターと不死鳥の騎士団
- パイレーツ・オブ・カリビアン/ワールド・エンド
- ソウ3
- スパイダーマン3

### 最優秀スーパーヒーロー賞
- マイケル・チクリス/ザ・シング - ファンタスティック・フォー:銀河の危機
- クリス・エヴァンス/ヒューマントーチ - ファンタスティック・フォー:銀河の危機
- トビー・マグワイア/スパイダーマン - スパイダーマン3
- マシ・オカ/ヒロ・ナカムラ - HEROES
- マイロ・ヴィンティミリア/ピータ・ペトレリ - HEROES

### 最優秀漫画原作映画賞
- 300 〈スリーハンドレッド〉
- ファンタスティック・フォー:銀河の危機
- ゴーストライダー
- スパイダーマン3
- TMNT

### スクリームクイーン
- ケイト・ベッキンセイル - モーテル
- ロザリオ・ドーソン - グラインドハウス
- ジョーダナ・ブリュースター - テキサス・チェーンソー ビギニング
- アリ・ラーター - HEROES
- ヘレナ・ボナム＝カーター - ハリー・ポッターと不死鳥の騎士団
- メアリー・エリザベス・ウィンステッド - ブラック・クリスマス

### スクリームキング
- ジョン・キューザック - 1408号室
- サミュエル・L・ジャクソン - スネーク・フライト
- シャイア・ラブーフ - ディスタービア
- アンガス・マクファーデン - ソウ3
- フレディ・ロドリゲス - グラインドハウス
- ルーク・ウィルソン - モーテル

### 最優秀悪役賞
- セルジ・ロペス/ビダル - パンズ・ラビリンス
- ミシェル・ファイファー - スターダスト
- ザカリー・クイント/ガブリエル・グレイ（サイラー） - HEROES
- カート・ラッセル/スタントマン・マイク - グラインドハウス
- ロドリゴ・サントロ/クセルクセス - 300 〈スリーハンドレッド〉
- トビン・ベルとショウニー・スミス/ジグソウ - ソウ3
- トーマス・ヘイデン・チャーチ/サンドマン - スパイダーマン3
- トファー・グレイス/エディ・ブロック（ヴェノム） - スパイダーマン3
- レイフ・ファインズ/ヴォルデモート - ハリー・ポッターと不死鳥の騎士団

### Most Memorable Mutilation
- 不死隊との戦い - 300 〈スリーハンドレッド〉
- 頭蓋骨の手術 - ソウ3
- 自動車の衝突で真っ二つ - グラインドハウス
- 生きたまま人食い生物に食べられる ポステル2
- Mouth sliced open and sewn back together - パンズ・ラビリンス

### Breakout Performance
- Claire-Hope Ashitey - トゥモロー・ワールド
- ゾーイ・ベル - グラインドハウス
- ミーガン・フォックス - トランスフォーマー
- Lauren German - ホステル2
- Shauna MacDonald - ディセント
- ヘイデン・パネッティーア - HEROES
- ロドリゴ・サントロ - 300 〈スリーハンドレッド〉

### "Jump-From-Your-Seat" Scene of the Year
- 不死隊の攻撃 - 300 〈スリーハンドレッド〉
- メガトロンとオプティマス・プライムの最終決戦 - トランスフォーマー
- スパイダーマンとニュー・ゴブリンの空中戦 - スパイダーマン3
- 弓矢の雨 - 300 〈スリーハンドレッド〉
- ゾンビがガラス窓を攻撃 - 28週後

### その他
- The Comic-Con Icon Award：ニール・ゲイマン
- The Hero Award：ハリソン・フォード
- The Scream Rock Immortal Award：アリス・クーパー